# Boyongsari
Boyongsari is een bestuurslaag in het regentschap Sukabumi van de provincie West-Java, Indonesië. Boyongsari telt 3192 inwoners (volkstelling 2010).